# Jackson Hinkle

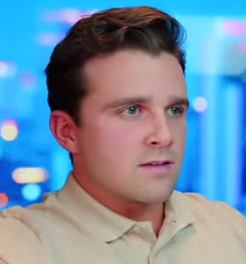
Jackson Hinkle (2023)

Jackson Hinkle (* 15. September 1999 in San Clemente, Kalifornien) ist ein US-amerikanischer politischer Influencer. Von 2020 bis 2023 veröffentlichte er die politische Talkshow The Dive with Jackson Hinkle auf YouTube. Er bezeichnet sich als MAGA-Kommunist und vertritt pro-russische und anti-israelische Positionen in sozialen Medien. Er ist wiederholt bezichtigt worden, Propaganda zu betreiben und extremistische Positionen zu vertreten.

## Biografie
Von 2014 bis 2018 besuchte Jackson Hinkle die San Clemente High School in Kalifornien.
Im März 2016 gründete er die „Team Zissou Environmental Organization“ (deren Name von Steve Zissou, dem Protagonisten des Films Die Tiefseetaucher von Wes Anderson, abgeleitet ist), eine Umweltvereinigung, die Lobbyarbeit und ehrenamtliche Aktivitäten wie die Strandreinigung von Orange County durchführte.
Von Februar bis Mai 2017 arbeitete er als Praktikant bei „The Water Effect“, einem Projekt des Ecology Center.
Von Juli bis Dezember 2018 arbeitete er als Jugenddirektor der „Choose“-Plattform, einem norwegischen ClimateTech-Unternehmen mit Sitz in Oslo. Ab Juli 2019 arbeitete er als Marketingspezialist bei „Clif Bar & Company“.
Hinkle begann sein politisches Engagement Ende der 2010er Jahre und kandidierte ein Jahr nach seinem Abschluss mit linksliberalen Positionen bei einer Sonderwahl zum Stadtrat von San Clemente im Jahr 2019. Während dieser Kampagne befürwortete er, dass die Stadt San Clemente eine unabhängige, eigene Polizeibehörde haben sollte, er lehnte „kategorisch und bedingungslos“ die Legalisierung der Prostitution ab und bekämpfte das Vorhandensein und die Auswirkungen von Atommüll in der Region. Hinkle unterlag bei der Wahl und gewann weniger als ein Drittel der Stimmen.
Ab Februar 2023 war Hinkle mit dem russischen Model Anna Linnikova liiert, die 2022 den Miss Russia-Wettbewerb gewonnen hatte. Im Dezember 2023 gab sie das Ende der Beziehung bekannt.

## Medienpräsenz
Im Jahr 2020 startete Hinkle den politischen Kanal The Dive with Jackson Hinkle auf Twitch (der später wegen „schädlicher Falschinformationen“ abgesetzt wurde) und YouTube (ebenfalls ab Oktober 2023 gesperrt) und später auf Rumble.
Im September 2022 verurteilte Hinkle US-Präsident Joe Biden in der Fernsehsendung Tucker Carlson Tonight, er sei dem militärisch-industriellen Komplex verpflichtet, dies sei extrem unvereinbar mit den Bedürfnissen der durchschnittlichen Amerikaner. Da bezeichnete er Bidens militärische Unterstützung für die Ukraine als „Finanzierung dieses Wahnsinns in der Ukraine.“
Im Jahr 2023 begann Hinkle, beim russischen Propagandasender RT aufzutreten; im Februar 2023 wurde er von Wladimir Solowjow interviewt. Er erschien auch am 20. September, um die Außenpolitik des Westens zu kritisieren. Hinkle besuchte in der Folge Russland; dabei äußerte er sich positiv zu seinen Reiseerfahrungen und erklärte, dass der patriotische Wille der Russen dem Gefühl der Menschen aus dem Kernland Amerikas entspräche.
Aufmerksamkeit erlangte Hinkle auch durch seine Berichterstattung über den Israel-Hamas-Krieg ab Oktober 2023, die wiederholt unter anderem von iranischen oder arabischen Staatsmedien sowie vom kolumbianischen Präsidenten Gustavo Petro zitiert und erwähnt wurde. So erschien Hinkle im Oktober 2023 erneut auf RT, um die israelische Politik in Bezug auf Gaza anzuprangern.
Die israelische Zeitung Haaretz beschuldigte ihn, er habe in den sozialen Medien Meldungen der Zeitung zu dem Massaker der Hamas grob falsch wiedergegeben beziehungsweise den Namen Haaretz mutwillig mit Falschmeldungen in Verbindung gebracht.

## Ideologie
Anfangs vertrat Hinkle linksliberale Ansichten. Er ist seither ein Befürworter des „MAGA-Kommunismus“, positioniert sich gegen „die Globalisten“, tritt in den amerikanischen rechten Fernsehkanälen auf und verbreitet dabei häufig Verschwörungstheorien.
Hinkle bezeichnet sich als amerikanischer Patriot, der sich gegen die „imperialistische“ Außenpolitik des Weißen Hauses stellt. Letztlich stellen seine Ansichten einen Synkretismus aus extremen sozial konservativen Werten und einem teils marxistisch-leninistischen Geschichtsbild dar. Er schließt damit an Werk und Gedanken von Persönlichkeiten wie Josef Stalin, Ernst Niekisch und besonders Alexander Dugin an.
Er gilt als prorussischer Propagandist, da er regelmäßig für die russische Außenpolitik wirbt, und als einer der zehn bedeutendsten nichtrussischen, kremlfreundlichen Influencer.
Hinkle trat auch für die Regierung des Diktators Baschar al-Assad in Syrien ein.
Seit Ausbruch des Konflikts zwischen Israel und der Hamas im Oktober 2023 vertritt Hinkle propalästinensische Positionen, was es ihm ermöglichte, seine Fangemeinde in den sozialen Medien erheblich zu vergrößern. Die Zahl der Abonnenten seines Twitter-Kontos stieg von 417.600 vor dem Konflikt auf über zwei Millionen einen Monat danach. Ende September 2024 veröffentlichte er auf X einen Tweet, in dem er seinen Schmerz zum „Märtyrer“-Tod des Hisbollah-Führers Nasrallah bekundete. Des Weiteren veröffentlichte er Mitte Oktober mehrere Tweets, in denen er sich zum Tod der Hamas-Führer Ismail Haniyya und insbesondere zum Tod Yahya Sinwar trauernd äußerte.
Er sei „inspiriert“ von Sinwars „mutigem letztem Widerstand“.

## Verbreitung von Falschmeldungen und Fehlinformationen
Hinkle ist wiederholt vorgeworfen worden, in seinen Beiträgen auf den sozialen Medien Fehlinformationen, Propaganda oder Verschwörungstheorien zu verbreiten.
Hinkle behauptete beispielsweise, dass ein von Israels Premierminister Benjamin Netanjahu verbreitetes, sehr aufwühlendes Bild eines bei der Hamas-Terrorattacke auf Israel im Oktober 2023 getöteten Babys mit KI gefälscht worden sei; laut den Faktcheckern der DW wurde das Bild jedoch von anderen KI-Detektoren nicht als Fälschung eingestuft.
Hinkle behauptete fälschlicherweise auf X mit Berufung auf die israelische Zeitung Haaretz auch, die israelische Regierung habe die Zahl der Todesopfer des Hamas-Angriffs auf Israel im Jahr 2023 absichtlich aufgebläht.
Haaretz erklärte, Hinkles Beitrag „enthalte eklatante Lügen“ und werde durch die Berichterstattung der Zeitung über den Angriff nicht belegt.
Im Oktober 2023 teilte Hinkle eine gefälschte Pressemitteilung des Weißen Hauses, wonach die Vereinigten Staaten Israel Hilfszahlungen in Milliardenhöhe leisteten.
Außerdem veröffentlichte er eine Fake-News über die Ankunft der US-Marines in Israel und verwendete dafür ein Bild aus Rumänien vom Juli 2022, das in keinem Zusammenhang mit Israel stand.
Hinkle behauptete daraufhin fälschlicherweise, der Iran habe Israel den Krieg erklärt und der Jemen habe angekündigt, sich mit Israel im Krieg zu befinden.
Bevor er seinen Post löschte, behauptete Hinkle außerdem, Videoaufnahmen zeigten, Israel bombardiere Krankenhäuser; stattdessen zeigten die Aufnahmen jedoch eine Krankenstation in Aleppo in Syrien aus dem Jahr 2016.
Außerdem veröffentlichte er ein Video, das vorwand, die Festnahme eines dreijähriger Kindes von der Grenzpolizei in Hebron im südlichen Westjordanland zu zeigen; dieses Video wurde über eine Million Mal angesehen, stammte aber aus Syrien aus dem Jahr 2018. Im November 2023 veröffentlichte Hinkle auf X ein Foto einer Frau in der Nähe eines abgerissenen Gebäudes mit der Unterschrift: „Sie können den palästinensischen Geist NICHT BRECHEN.“ Eine Überprüfung der Fakten ergab, dass das beschriftete Foto, das eine Frau zeigt, die die Treppe eines abgerissenen Gebäudes hinuntersteigt, nicht aus Palästina, sondern aus Syrien stammte und 2020 für die Siena International Photo Awards eingereicht worden war.
Im Dezember 2023 rief Hinkle zum Boykott des Videospiels Grand Theft Auto VI auf und brachte das Spiel mit dem Zionismus in Verbindung; Vice bezeichnete diese Assoziation als Verschwörungstheorie.
Im Juli 2024 fiel er mit der von ihm in sozialen Medien verbreiten Falschmeldung auf, Olena Selenska, die Erste-Dame der Ukraine, habe mit amerikanischen Hilfsgeldern einen 4,5 Millionen teuren Bugatti erworben.